# Ronny
Ronny Heberson Furtado de Araújo, más conocido como Ronny (Fortaleza, Brasil, 11 de mayo de 1986), es un futbolista brasileño. Actualmente está sin equipo.

## Biografía
Ronny Heberson Furtado de Araújo, más conocido como Ronny, juega de mediapunta, aunque su posición natural es lateral izquierdo. Tiene un hermano, Raffael Caetano de Araújo, que también es futbolista.
Empezó su carrera profesional en su país natal, en el Corinthians. Con este equipo se proclamó campeón de la Serie A en 2005.
En 2006 ficha por el Sporting de Lisboa portugués. En su primera temporada jugó 12 partidos de liga. La fama de Ronny aumentó cuando el 26 de noviembre de 2006 anotó un gol en el minuto 88 al Associação Naval 1º Maio a 221 km/h (16.5 metros en 0.28 segundos). Ese gol se convirtió en el más rápido marcado en la historia del fútbol. Ronny ha ganado con el Sporting una Taça da Liga, dos Copas de Portugal y dos Supercopas. 
En 2008 el equipo fichó a Leandro Grimi para reforzar la posición de lateral izquierdo, así que Ronny perdió la titularidad.
En 2010 pasó al Hertha BSC, donde logró el ascenso a la 1.Bundesliga. En esa temporada fue el segundo goleador del campeonato, con 18 goles. 
A principio de la temporada 2013/14 el jugador llegó de las vacaciones con un aumento de peso que le hizo perder la titularidad con su compañero Baumjohann, pero después de que este se rompiera los ligamentos tuvo una segunda oportunidad.

## Clubes
| Club            | País     | Año       |
| --------------- | -------- | --------- |
| SC Corinthians  | Brasil   | 2004-2006 |
| Sporting Lisboa | Portugal | 2006-2009 |
| União Leiria    | Portugal | 2009-2010 |
| Hertha Berlín   | Alemania | 2010-2016 |

## Títulos
- 1 Liga de Brasil (Corinthians, 2005)
- 2 Copas de Portugal (Sporting de Lisboa, 2007 y 2008)
- 2 Supercopas de Portugal (Sporting de Lisboa, 2007 y 2008)
- 1 Taça da Liga (Sporting de Lisboa, 2008)